# Ижаев, Абдулла Махаевич
Абдулла Махаевич Ижаев (1920—1995) — сержант Советской Армии, участник Великой Отечественной войны, Герой Российской Федерации (1995).

## Биография
Абдулла Ижаев родился в 1920 году в карачаевском ауле Учкулан (ныне — Карачаевский район Карачаево-Черкесии).
В сентябре 1941 года он был призван на службу в Рабоче-крестьянскую Красную армию. Окончил курсы пулемётчиков и снайперов. С февраля 1942 года работал на военном заводе в городе Пензе в 22-м цехе, где выпускались боеприпасы.
С октября 1942 года — на фронтах Великой Отечественной войны. Принимал участие в боях на Центральном, Брянском и 1-м Украинском фронтах. Был тяжело ранен во время Сталинградской битвы. Участвовал в Курской битве, подбил три вражеских танка. За время последующих боёв ещё два раза был ранен, конец войны встретил в Берлине. Был награждён двумя орденами Славы, третий не получил из-за своей национальности.
В 1946 году в звании сержанта Ижаев был демобилизован и был вынужден уехать в Киргизскую ССР. В 1957 году вернулся на родину, работал в совхозе «Учкекен». Умер в 1995 году.
Указом Президента Российской Федерации от 7 сентября 1995 года за «мужество и героизм, проявленные в борьбе с немецко-фашистскими захватчиками в Великой Отечественной войне» Абдулла Ижаев посмертно был удостоен высокого звания Героя Российской Федерации. Был также награждён орденами Отечественной войны 2-й степени, Славы 2-й и 3-й степеней, рядом медалей.
Именем Героя названа улица в Волгограде.